# Agnieszka Gortel-Maciuk
Agnieszka Gortel-Maciuk (ur. 20 marca 1977) – polska lekkoatletka, specjalistka od długich dystansów, reprezentantka AKS Chorzów.

## Kariera
Czterokrotna mistrzyni Polski w półmaratonie, w 2013 została mistrzynią kraju w biegu maratońskim.

## Rekordy życiowe
- półmaraton – 1:12:52 (2010)
- maraton – 2:30:28 (2013)